# Wiśniowa (Ropczyce-Sędziszów)
Pour les articles homonymes, voir Wiśniowa.
Wiśniowa est une localité polonaise de la gmina d'Iwierzyce, située dans le powiat de Ropczyce-Sędziszów en voïvodie des Basses-Carpates.